# Эленшлегер, Адам Готлоб
А́дам Го́тлоб Э́леншлегер (дат. Adam Gottlob Oehlenschläger; 14 ноября 1779, Вестербро, близ Копенгагена — 20 января 1850, Копенгаген) — датский писатель, драматург, поэт. Представитель романтизма.
Автор слов национального гимна Дании.

## Биография

### Семья и ранние годы
Отец Эленшлегера был органистом и управляющим дворцом Фредериксберг. Мать была родом из Германии. С 9 лет Эленшлегер начал сочинять стихи. В 12-летнем возрасте, гуляя по саду Фредериксберга, познакомился с поэтом Эдвардом Стромом, который пригласил его в свою школу, где преподавал скандинавскую мифологию.
Начальным образованием Эленшлегер был обязан, главным образом, своей страстной любви к чтению. Курс учебных заведений, куда его помещали, он проходил не особенно прилежно и закончил его 16 лет с небольшим запасом научных познаний. Родители желали пустить сына по коммерческой части, но он, уже тогда писавший стихи, предпочел готовиться в университет.
До поступления в 1800 году на юридический факультет Копенгагенского университета участвовал в театральных постановках, но довольно скоро убедился в недостатке настоящего призвания к этому роду искусства.
Увлечение объявленной университетом конкурсной темой: «Полезно ли было бы для изящной словесности Севера влияние северной мифологии взамен греческой» помогло Эленшлегеру, давно интересовавшемуся древней народной поэзией севера, разобраться в своих творческих стремлениях. Сочинение Эленшлегера на упомянутую тему не было увенчано премией, но обратило на себя внимание новыми для того времени взглядами на искусство вообще и на поэзию, в частности. Автор совершенно отвергал предъявляемые к поэзии требования служить социальным и нравственным целям, видя в ней исключительно искусство облекать в конкретную форму идеи и образы, зарождающиеся в творческой фантазии поэта. Он высказывался против преобладания в поэзии отвлеченного мышления, так как поэт-художник должен по преимуществу «мыслить образами», а также против рабской подчиненности истории, настаивая на праве поэта смягчать чересчур резкие очертания и грубые краски действительности, и видел в северной мифологии и древних сагах целый новый мир, ждущий разработки таящихся в нём сокровищ. Сочинение Эленшлегера и по языку и слогу — лёгкому, яркому и поэтичному — представляло полный контраст тогдашней сухой тяжелой манере.
Знакомство с творениями Гёте, увлечение Шиллером, Шекспиром и Жан-Полем оторвало юношу от не заинтересовавшей его юриспруденции, а вспыхнувшая в 1801 году война с Англией — и от университета вообще. Эленшлегер поступил в отряд волонтеров-студентов; тогда же он написал несколько патриотических и военных песен и драматический этюд: «2-го апреля 1801 года» (день битвы на Копенгагенском рейде).
Пробужденный войной патриотизм датчан сказался всеобщим увлечением древней историей Севера, сагами и мифологией — увлечением, отразившимся и на творчестве Эленшлегера.

### Признание
Окончательно оставив изучение юриспруденции, Эленшлегер вновь засел за книги, поддерживаемый в увлечении наукой двумя товарищами — братьями Эрстед (ставших впоследствии один — знаменитым учёным, другой — крупным государственным деятелем). В 1802 году в Копенгаген приехал философ Хенрик Стеффенс. Эленшлегер посетил его лекции и после встречи со Стеффенсом написал свою известную поэму «Золотые рога» (дат. «Guldhornene»), быстро облетевшую всю страну и положившую прочное основание его славе. Удачно выбранный сюжет был обработан в духе новой романтической школы: на первый план было выдвинуто значение душевной непосредственности и близости человека к природе. В копенгагенском национальном музее хранились два древних золотых рога, найденных: один — в XVII столетии бедной крестьянской девушкой, другой — в XVIII столетии крестьянином. Как раз в это время они исчезли. Событие это составляло злобу дня, но поэтический гений Эленшлегер сумел придать исчезновению рогов глубокий символический смысл, равно как и самой их находке. Древние золотые рога с покрывавшими их загадочными рунами поэт представил дарами богов, ниспосланными роду человеческому в виде напоминания о полузабытой им связи его с давно минувшими временами и с самими богами. Пытливый ум давно побуждал людей расследовать эту связь: следы её ищут и в древних книгах, и в разрытых курганах, в рунах на мечах, на щитах и на могильных камнях, среди истлевших костей. Но холодному уму не по силам разъяснить эту связь: «мраком покрываются древние письмена, взор встречает преграду, мысли путаются, люди бродят, как в тумане». Прозреть сокровенное дано лишь тому, у кого природная невинность мысли сохранилась в девственной чистоте: и вот, первый золотой рог находит по повелению богов прекраснейшее из прекраснейших существ — невинная дева. Но тайна, о которой повествует этот дар богов, всё-таки остается недоступной пониманию, погрязшей в низменных страстях толпы. Она глазеет на золото, а не смотрит на письмена; люди «стекаются целыми толпами, роют, ищут, сгорая жаждой умножить свои сокровища, — но золота нет; перед ними лишь прах, из которого они взяты». Милость богов, однако, не исчерпана; они ещё раз посылают людям весть: второй золотой рог находит «сын природы, безвестный, но, подобно своим предкам, сильный и честный, возделывающий землю». И тут, однако, люди не уразумели глубокого значения дара: золотые рога выставлены «на показ тупым, любопытным взорам». И боги гневаются — «небо чернеет, разражается буря; что боги дали, то и взяли обратно. На веки исчезла святыня».
В конце того же года (1802) вышел в свет первый небольшой сборник стихотворений Эленшлегера, долго остававшийся классическим образцом северной поэзии XIX века. В его состав вошло 34 оригинальных (преимущественно баллады) и 5 переводных стихотворений и «Комедия Ивановой ночи» — ряд пёстрых сцен из народной жизни. Наиболее выдающиеся из вошедших в сборник стихотворений, кроме «Золотых рогов» — «Ворон», «Львиный рыцарь», «Гарольд в священной роще», «Поэт в Лейрской роще», «Пробуждение весны» и «Смерть ярла Хакона». Отличительные черты романтической музы Эленшлегера сказались уже в этом сборнике: юношеская свежесть и сила настроения, истинно поэтическое вдохновение, гибкий, образный, чарующе-музыкальный язык и, в противоположность болезненной меланхолии германского романтизма, жизнерадостность. Здоровая натура Эленшлегера и его увлечение образцами древней национальной поэзии не допустили его заблудиться подобно современным ему немецким романтикам «в таинственном сумраке волшебной лунной ночи» — сумраке, полном болезненных видений и призраков.
В 1803 году Эленшлегер опубликовал пьесу «Игры в ночь на святого Ханса» в своём первом поэтическом сборнике. В 1804 году Эленшлегером была начата эпопея «Боги севера» — была написана её первая песнь «Путешествие Тора в Иотунгейм», а затем «Сага о Ваулундуре», по глубине мысли и оригинальному сочетанию простоты и страстности языка одно из лучших юношеских его произведений.
В 1805 году вышли два тома новых произведений Эленшлегера, из которых, кроме упомянутой саги о Ваулундуре, особенно замечательны «Поездка в Лангеланд», «Отражение в природе жизни Христа», «Уффе Тихий» и драматическая поэма ««Аладдин, или Волшебная лампа», где дарование поэта развернулось в полном блеске и главный герой символически отразил личность самого автора. Самый выбор незатейливого сказочного сюжета был смелым протестом музы поэта против пренебрежительного отношения «века просвещения» к наивному народному творчеству. В наивной сказке Эленшлегер открыл глубокую идею, воплощенную в двух характерно очерченных образах Аладдина и Нурредина; это — олицетворения добра и зла, божественной непосредственности и житейского суемудрия. Талант Эленшлегера сумел сделать из них вполне живые лица, и в то же время символизм чувствуется повсюду. Быстро развивающееся действие выражает взгляд романтизма на близость к божеству натуры непосредственной, в противоположность мудрствующей лукаво, и на счастье, избирающее именно того, кто в невинности души не ищет его вовсе, и отворачивающееся от жадно ищущего его «раба мира сего». Чтобы удержать при себе счастье, избранник должен, однако, усвоить доставшиеся ему задаром преимущества путём личной борьбы и самоусовершенствования.
Согласно собственному признанию, Эленшлегер тщетно старался придать «Аладдину» такую форму, чтобы его можно было играть в театре. Премьера пьесы состоялась лишь в 1839 году. Постановщиками «Аладдина» выступили балетмейстер Август Бурнонвиль, режиссёр Томас Оверскоу и актёр Х. П. Холст, при этом автор поддерживал все варианты сокращения и упрощения своего произведения. Как и публика, он был в восторге от конечного результата.

### Творческая зрелость
В том же году благодаря успеху своих произведений Эленшлегер получил государственную стипендию, позволившую ему посетить Германию, где он встретился с Гёте. В 1807 году был опубликован сборник поэм, в которых Эленшлегер обратился к скандинавской мифологии. В сборник вошли поэмы «Ярл Хакон» (помимо общих художественных достоинств, отличается чисто северным духом; датская критика признала за ним огромное национальное значение; поставленный на сцене копенгагенского Королевского театра, «Ярл Хакон» был принят с восторгом) и «Бальдер Добрый». В следующие годы Эленшлегер путешествовал по Европе, посетив Дрезден, Париж, Швейцарию, Рим, и написал несколько произведений на исторические и мифологические сюжеты — трагедии «Пальнатоке» (1807), «Аксель и Вальборг» (1808), «Корреджо» (1809) и других. В 1809 году Эленшлегер вернулся в Данию и стал профессором эстетики Копенгагенского университета.
В следующий период Эленшлегером были, среди прочих, написаны «Стэркоддер» (1812), «Хагбарт и Сигне» (1815), эпопея «Гельге», трагедия «Гагбарт и Сигне», «Сага о Роаре», идиллия «Пастушок», эпопея «Боги Севера», трагедии «Эрик и Абель», «Варяги в Царьграде», поэма «Рольф Краге» и трагедии «Карл Великий» и «Лонгобарды».
Летом 1829 года поэт посетил Швецию, и 23 июня в Лундском соборе его увенчал лаврами шведский поэт Э. Тегнер.

### Поздний период
Из позднейщих произведений Эленшлегера наиболее удачны: трагедии «Торденскьольд», «Королева Маргарита», «Сократ», «Олаф Святой» (1836), «Кнуд Великий» (1839), «Сага об Эрварёде», «Эрик Глиппинг» (1844), драма «Дина», драматический этюд «Найденная и утраченная страна», трагедии «Амлет» и «Кьяртон и Гудрун» и, наконец, поэма «Рагнар Лодброк» (1848) — лебединая песнь поэта, которую он, как бы по предчувствию, закончил словами: 
Старый скальд о северных героях спел в последний раз.

## Увековечение памяти
В честь героини пьесы Эленшлегера «Аксель и Вальборг» назван астероид (839) Вальборг, открытый в 1916 году.

## Переводы
- «Старкотер» («Staerkodder») и «Аладдин» в сокращённом переводе с немецкого В. В. Дерикера изданы отдельно в 1840—1842 годах.
- «Корреджио» / пер. П. Петровского // «Библиотека для чтения», 1840 г., № 3; пер. М. Филиппова // «Век», 1862, № 2.
- «Ярл Хакон» / пер. с датского Анны Ганзен // Вестник Европы. 1897 г., июль и август, издано отдельно в 1907 году.

## Публикации на русском языке
- Эленшлегер А. Г. Пьесы / пер. А. В. Ганзен, Ю. П. Вронского. — М. : Искусство, 1968. — 384 с. — (Библиотека драматурга). — 10 000 экз.
- Эленшлегер А. Г. Избранное / сост. Н. К. Белякова, Л. Ю. Брауде, А. В. Парин. — Л. : Художественная литература (ленинградское отделение), 1984. — 464 с. — 50 000 экз.